# Newton Boyd
Newton Boyd är en ort i Australien. Den ligger i kommunen Clarence Valley och delstaten New South Wales, i den sydöstra delen av landet, omkring 460 kilometer norr om delstatshuvudstaden Sydney. Orten hade 21 invånare år 2021.
Närmaste större samhälle är Mitchell, omkring 19 kilometer nordväst om Newton Boyd.